# Cratichneumon infidus
Cratichneumon infidus là một loài tò vò trong họ Ichneumonidae.